# Hvöt Blönduós
Le Hvöt est un club islandais de football basé à Blönduós. Le club évolue en 2. Deild Karla depuis la saison 2008.

## Historique
- Fondation du club : 1969

## Palmarès
- Championnat d'Islande D4
  - Champion : 1987